# Polydactylus

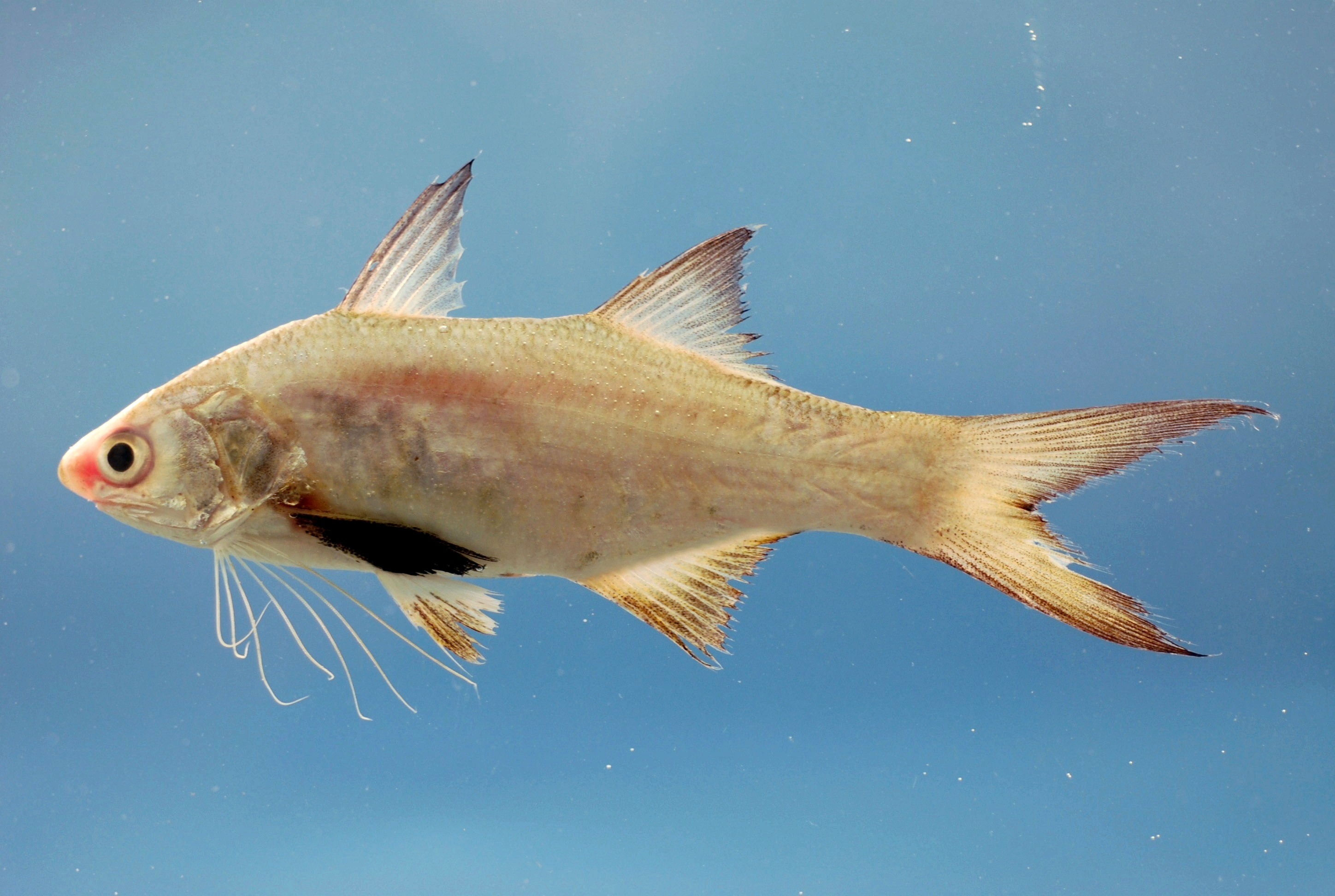
Polydactylus octonemus

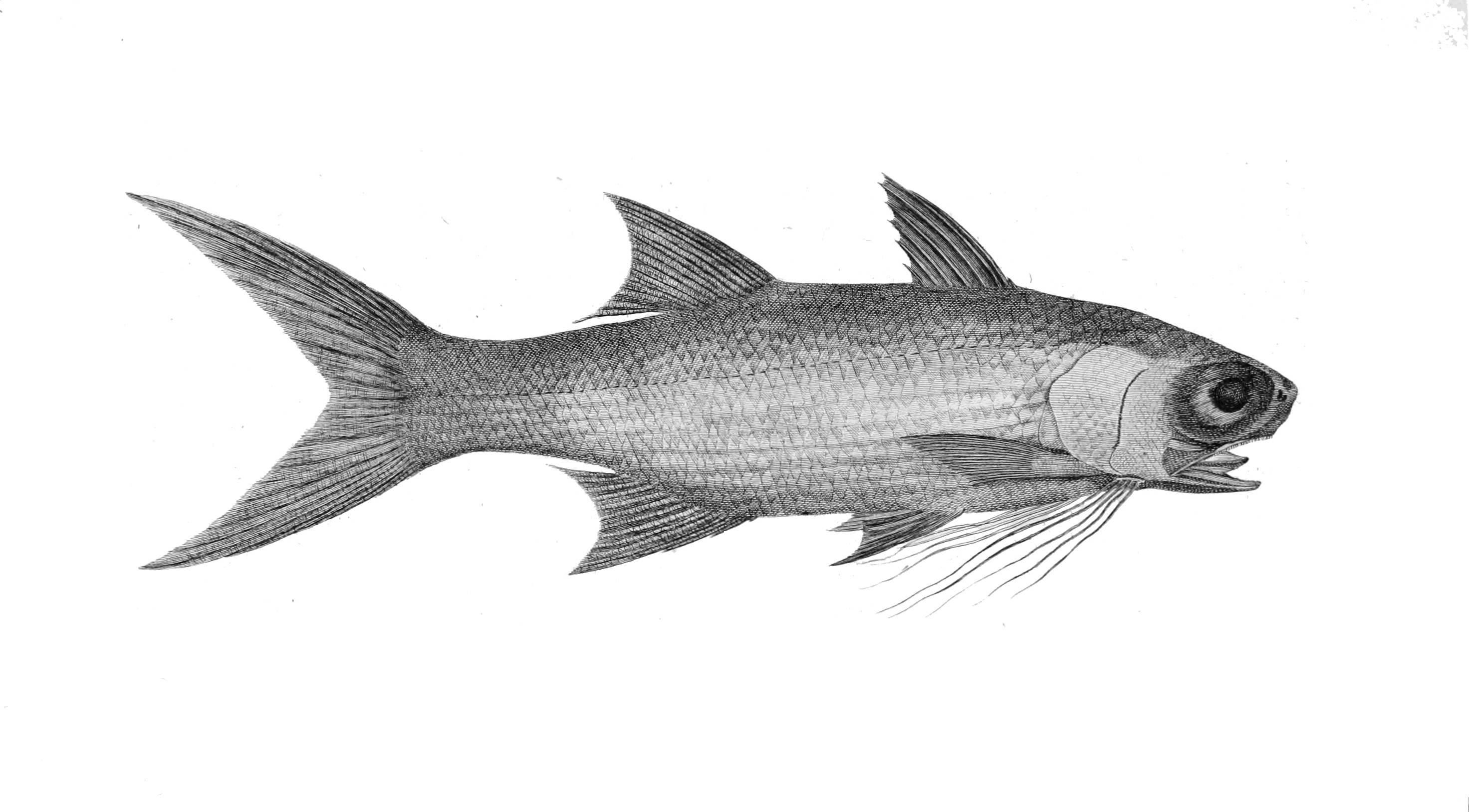
Polydactylus plebeius

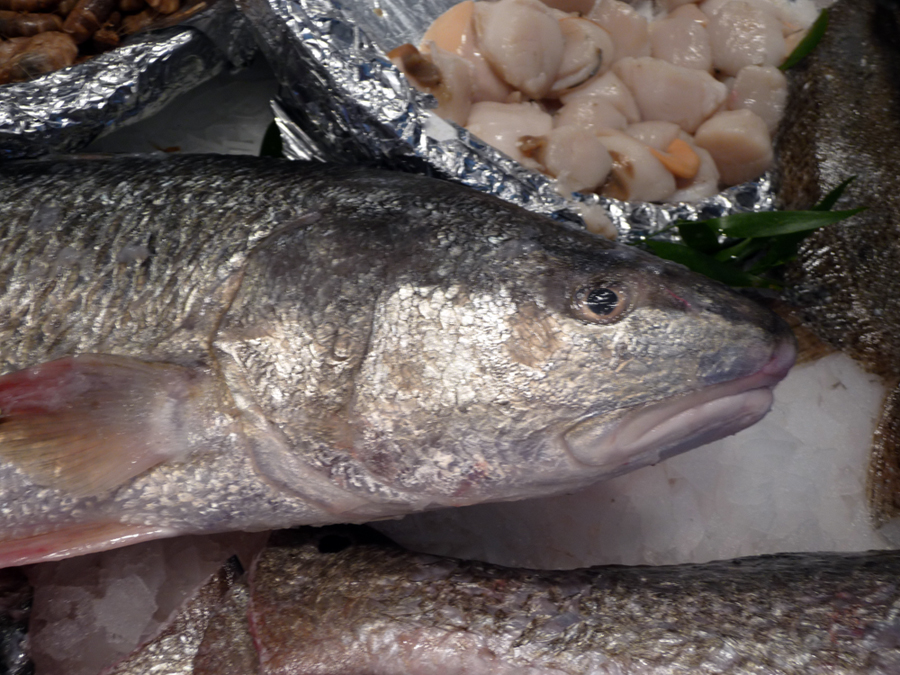
Polydactylus quadrifilis

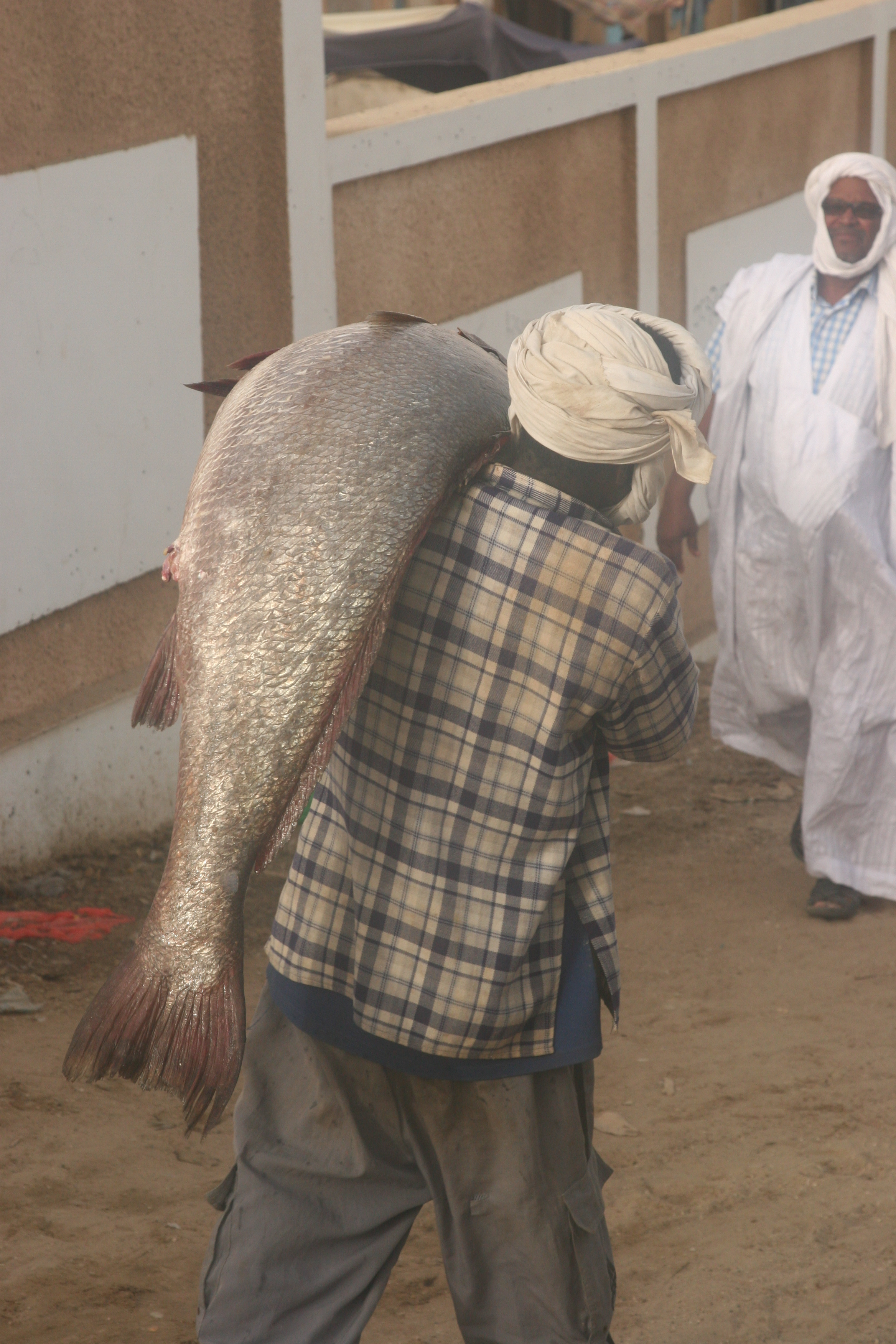
Exemplar de Polydactylus quadrifilis capturat a Mauritània.

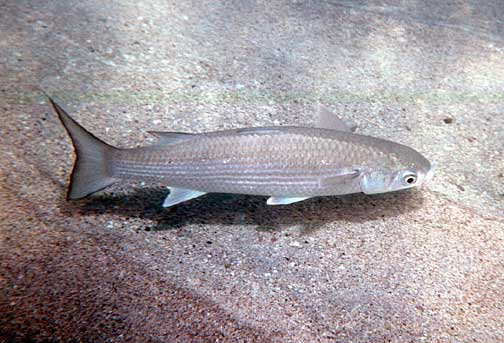
Polydactylus sexfilis

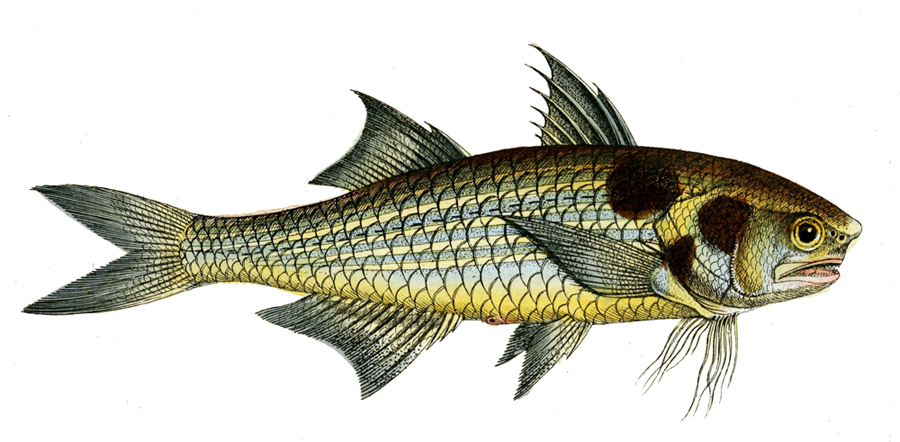
Polydactylus sextarius

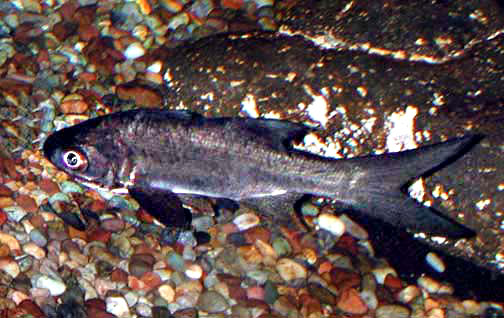
Polydactylus sexfilis

Polydactylus és un gènere de peixos pertanyent a la família dels polinèmids.

## Descripció
- Cos allargat i comprimit.
- Musell curt, cònic i translúcid.
- Boca de grandària moderada amb llavi inferior però absència del llavi superior.
- Ulls grossos.
- Preopercle llis.
- Dues aletes dorsals molt bé separades.
- Aleta caudal bifurcada.
- Aleta pectoral dividida en dues seccions: la inferior per sota de les brànquies i amb 5-9 radis llargs lliures.
- Aletes pèlviques per sota de l'aleta dorsal.
- Escates aspres.[4]

## Distribució geogràfica
Són espècies circumtropicals.

## Taxonomia
- Polydactylus approximans (Lay & Bennett, 1839)[6]
- Polydactylus bifurcus (Motomura, Kimura & Iwatsuki, 2001)[7]
- Polydactylus longipes (Motomura, Okamoto & Iwatsuki, 2001)[8]
- Polydactylus luparensis (Lim, Motomura & Gambang, 2010)[9]
- Polydactylus macrochir (Günther, 1867)[10]
- Polydactylus macrophthalmus (Bleeker, 1858)[11]
- Polydactylus malagasyensis (Motomura & Iwatsuki, 2001)[12]
- Polydactylus microstomus (Bleeker, 1851)[13]
- Polydactylus mullani (Hora, 1926)[14]
- Polydactylus multiradiatus (Günther, 1860)[15]
- Polydactylus nigripinnis (Munro, 1964)[16]
- Polydactylus octonemus (Girard, 1858)[17]
- Polydactylus oligodon (Günther, 1860)[15]
- Polydactylus opercularis (Gill, 1863)[18]
- Polydactylus persicus (Motomura & Iwatsuki, 2001)[12]
- Polydactylus plebeius (Broussonet, 1782)[19]
- Polydactylus quadrifilis (Cuvier, 1829)[20]
- Polydactylus sexfilis (Valenciennes, 1831)[21]
- Polydactylus sextarius (Bloch i Schneider, 1801)[22]
- Polydactylus siamensis (Motomura, Iwatsuki & Yoshino, 2001)[23]
- Polydactylus virginicus (Linnaeus, 1758)[24][25][26][27][28][29][30]